# Canton de Blangy-sur-Bresle
Le canton de Blangy-sur-Bresle est une ancienne division administrative française située dans le département de la Seine-Maritime et la région Haute-Normandie.

## Géographie
Ce canton était organisé autour de Blangy-sur-Bresle dans l'arrondissement de Dieppe. Son altitude variait de 27 m (Monchaux-Soreng) à 223 m (Villers-sous-Foucarmont) pour une altitude moyenne de 122 m.

## Histoire
- De 1833 à 1848, les cantons d'Aumale et de Blangy avaient le même conseiller général. Le nombre de conseillers généraux était limité à 30 par département.

## Représentation

### Conseillers généraux de 1833 à 2015
| Période | Période      | Identité                       | Étiquette                | Qualité |
| ------- | ------------ | ------------------------------ | ------------------------ | --- |
| 1833    | 1848         | Amédée Desjobert               | Gauche puis Bonapartiste | Maire de Rieux Député (1833-1852) |
| 1848    | 1889 (décès) | Alexandre Gorgeu de Girancourt | Bonapartiste             | Maître de verrerie Maire des Essarts-Varimpré                                                                                        |
| 1889    | 1899 (décès) | Alexandre Desjonquères-Mambour | Républicain              | Directeur de la verrerie du Tréport Maire de Foucarmont (1870-1873, 1878-1895)                                                       |
| 1899    | 1904         | Henri Leborgne                 | Républicain              | Ancien agent voyer |
| 1904    | 1927 (décès) | Henri Lefebvre                 | Rad. puis URD            | Maire de Guerville, conseiller d'arrondissement                                                                                      |
| 1927    | 1934         | Jean Edmond Desjonquères       | URD                      | Maire de Foucarmont |
| 1934    | 1940         | Georges Joutel                 | Rad.                     | Publiciste à Blangy-sur-Bresle Ancien conseiller d'arrondissement                                                                    |
|         |              |                                |                          | |
| 1943    | 1945         | Georges Durand                 | ?                        | Maire de Blangy-sur-Bresle Nommé conseiller départemental en 1943                                                                    |
| 1943    | 1945         | André Genty                    | PAPF indépendant         | Propriétaire, conseiller d'arrondissement Maire de Pierrecourt (1923-1945) Député (1936-1942) Nommé conseiller départemental en 1943 |
|         |              |                                |                          | |
| 1945    | 1977         | Roger Thiébault                | SFIO puis PS             | Ouvrier verrier, conseiller municipal de Rétonval Sénateur (1965-1968)                                                               |
| 1977    | 1985         | Claude Vialaret                | PS                       | Professeur, maire de Blangy-sur-Bresle (1971-2014)                                                                                   |
| 1985    | 2011         | Pierre Loin                    | DVD ("Alternance 76")    | Médecin généraliste à Blangy-sur-Bresle                                                                                              |
| 2011    | 2015         | Marie Le Vern                  | PS                       | Assistante parlementaire |

### Conseillers d'arrondissement (de 1833 à 1940)
Le canton de Blangy avait deux conseillers d'arrondissement jusqu'en 1852.
Il appartenait à l'arrondissement de Neufchâtel jusqu'à sa disparition en 1926.
| Période                                  | Période      | Identité                                      | Étiquette                   | Qualité |
| ---------------------------------------- | ------------ | --------------------------------------------- | --------------------------- | --- |
| 1833                                     | 1856 (décès) | Joachim Gorgeu de Girancourt (1774-1856)      |                             | Maître de verrerie, Les Essarts-Varimpré                                                                    |
| 1833                                     | 1848         | M. Massé de Corneilles                        |                             | Propriétaire à Hodeng-au-Bosc                                                                               |
| 1848                                     | 1852         | Jean Louis Marie Vincent (1789-1867)          |                             | Propriétaire et marchand de bois, maire de Réalcamp                                                         |
| 1852                                     | 1880         | M. Massé de Corneilles                        |                             | Propriétaire à Hodeng-au-Bosc                                                                               |
| 1856                                     | 1883 (décès) | Archambault Gabriel de Milleville (1810-1883) |                             | Propriétaire à Nesle-Normandeuse                                                                            |
| 1880                                     |              | M. Picard                                     | Républicain                 | Propriétaire à Fallencourt                                                                                  |
| 1883                                     | 1901         | Jean-François Fuinel                          | Droite                      | Lieutenant-colonel en retraite, maire d'Hodeng-au-Bosc                                                      |
| 1901                                     | 1904         | Henri Lefebvre                                | Républicain                 | Maire de Guerville                                                                                          |
| 1904                                     | 1913         | M. Caudron                                    |                             | Maire de Blangy-sur-Bresle                                                                                  |
| 1913                                     | 1925         | Octave Obron                                  | Rad.                        | Cultivateur, maire de Campneuseville                                                                        |
| 1925                                     |              | Charles Desjonquières-Mambour                 | Union républicaine          | Maire de Foucarmont                                                                                         |
|                                          |              | M. Auger                                      | Républicain                 | |
|                                          | 1934         | Georges Joutel                                | Rad.                        | Publiciste à Blangy-sur-Bresle                                                                              |
| 1934                                     | 1940         | André Genty                                   | Républicain Union nationale | Maire de Pierrecourt (1923-1945), député (1936-1942)                                                        |
| 1940                                     |              |                                               |                             | Les conseils d'arrondissement ont été suspendus par la loi du 12 octobre 1940 et n'ont jamais été réactivés |
| Les données manquantes sont à compléter. |              |                                               |                             | |

## Composition
Le canton de Blangy-sur-Bresle regroupait 19 communes et comptait 10 859 habitants (recensement de 1999 sans doubles comptes).
| Communes                 | Population (2012) | Code postal | Code Insee |
| ------------------------ | ----------------- | ----------- | ---------- |
| Aubermesnil-aux-Érables  | 203               | 76340       | 76029      |
| Bazinval                 | 299               | 76340       | 76059      |
| Blangy-sur-Bresle        | 3 405             | 76340       | 76101      |
| Campneuseville           | 485               | 76340       | 76154      |
| Dancourt                 | 264               | 76340       | 76211      |
| Fallencourt              | 148               | 76340       | 76257      |
| Foucarmont               | 1 045             | 76340       | 76278      |
| Guerville                | 408               | 76340       | 76333      |
| Hodeng-au-Bosc           | 555               | 76340       | 76363      |
| Monchaux-Soreng          | 668               | 76340       | 76441      |
| Nesle-Normandeuse        | 576               | 76340       | 76460      |
| Pierrecourt              | 455               | 76340       | 76500      |
| Réalcamp                 | 614               | 76340       | 76520      |
| Rétonval                 | 190               | 76340       | 76523      |
| Rieux                    | 576               | 76340       | 76528      |
| Saint-Léger-aux-Bois     | 455               | 76340       | 76598      |
| Saint-Martin-au-Bosc     | 173               | 76340       | 76612      |
| Saint-Riquier-en-Rivière | 135               | 76340       | 76645      |
| Villers-sous-Foucarmont  | 205               | 76340       | 76744      |

## Démographie
| 1962  | 1968   | 1975   | 1982   | 1990   | 1999   | 2009 |
| ----- | ------ | ------ | ------ | ------ | ------ | ---- |
| 9 936 | 10 844 | 10 844 | 10 929 | 10 826 | 10 859 | -    |